# Markus Zamenhof
Markus Zamenhof (ur. 27 stycznia?/8 lutego 1837 w Suwałkach, zm. 30 listopada 1907 w Warszawie) – radca stanu i profesor Warszawskiej Szkoły Realnej, ojciec Ludwika Zamenhofa, twórcy języka esperanto.

## Imię i nazwisko
Imię i nazwisko Zamenhofa prezentowane są różnie w różnych dokumentach. Akt urodzenia Urzędu Stanu Cywilnego w Suwałkach podaje żydowskie imię Motel (syn Fajby Wolfowicza Zamenhofa); w aktach urodzenia dzieci widnieje on jako:
- Mordka Fejwelowicz Zamenow (akt ur. Lejzera, 1859)
- Mark Fabjanowicz Zamenhof (akt ur. Fejgli, 1862)
- Mordchelj Fajwelowicz Zamenhof (akt ur. Gitli, 1864)
- Mordka Fajwelowicz Zamenhof (akt ur. Sory Dwory, 1866)
- Mark Fabianowicz Zamenhof (akt ur. Henryka, 1871)[2]

Ok. roku 1891 Zamenhof przyjął chrześcijańskie imię. W polskojęzycznych źródłach najczęściej zapisywane jest ono jako Marek, w rosyjskich – Mark. Na grobie Zamenhofa imię zapisano w formie łacińskiej – Markus. W esperancie zwykle używa się formy imienia Marko.

## Życiorys

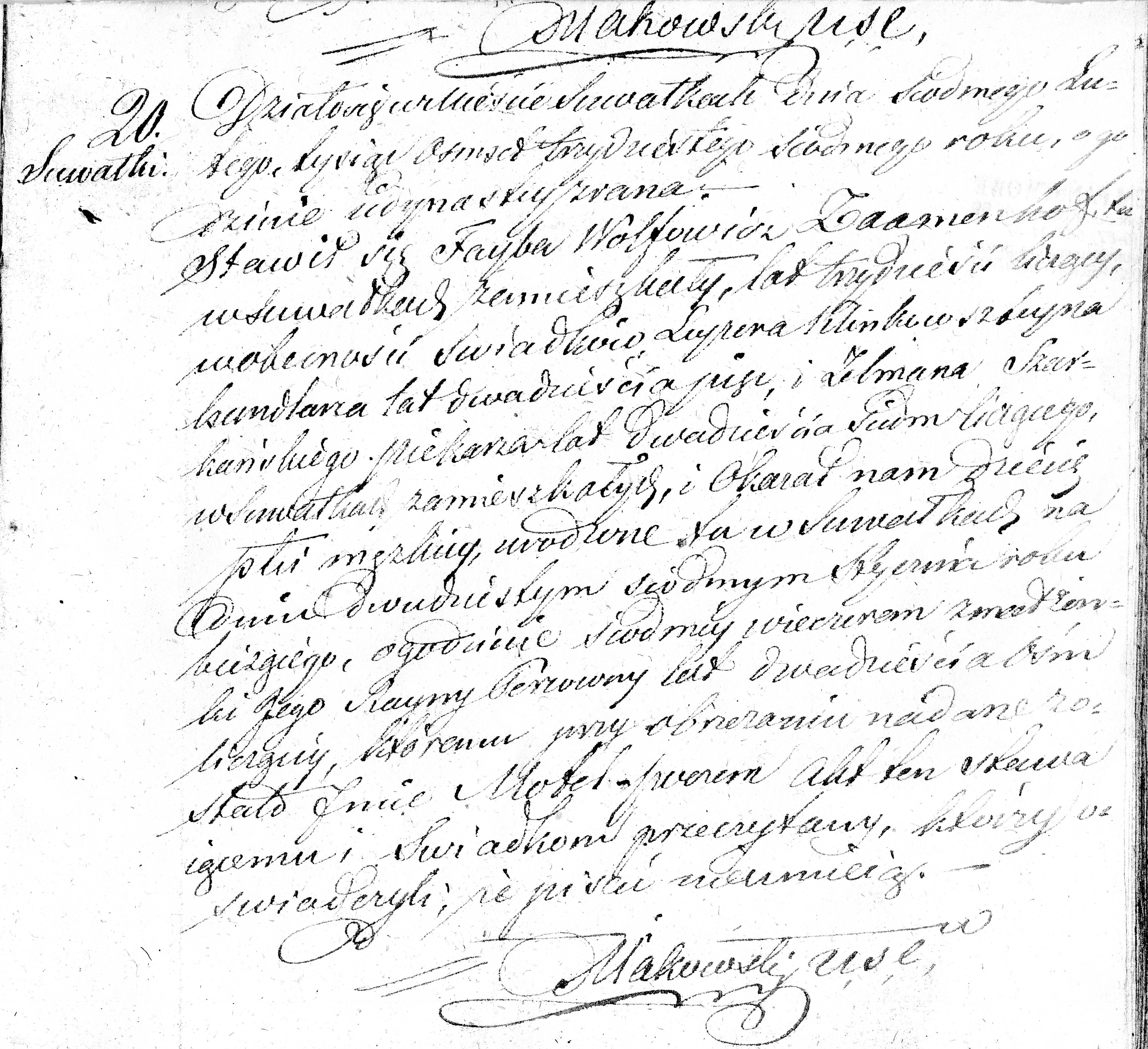
Akt urodzenia z USC w Suwałkach

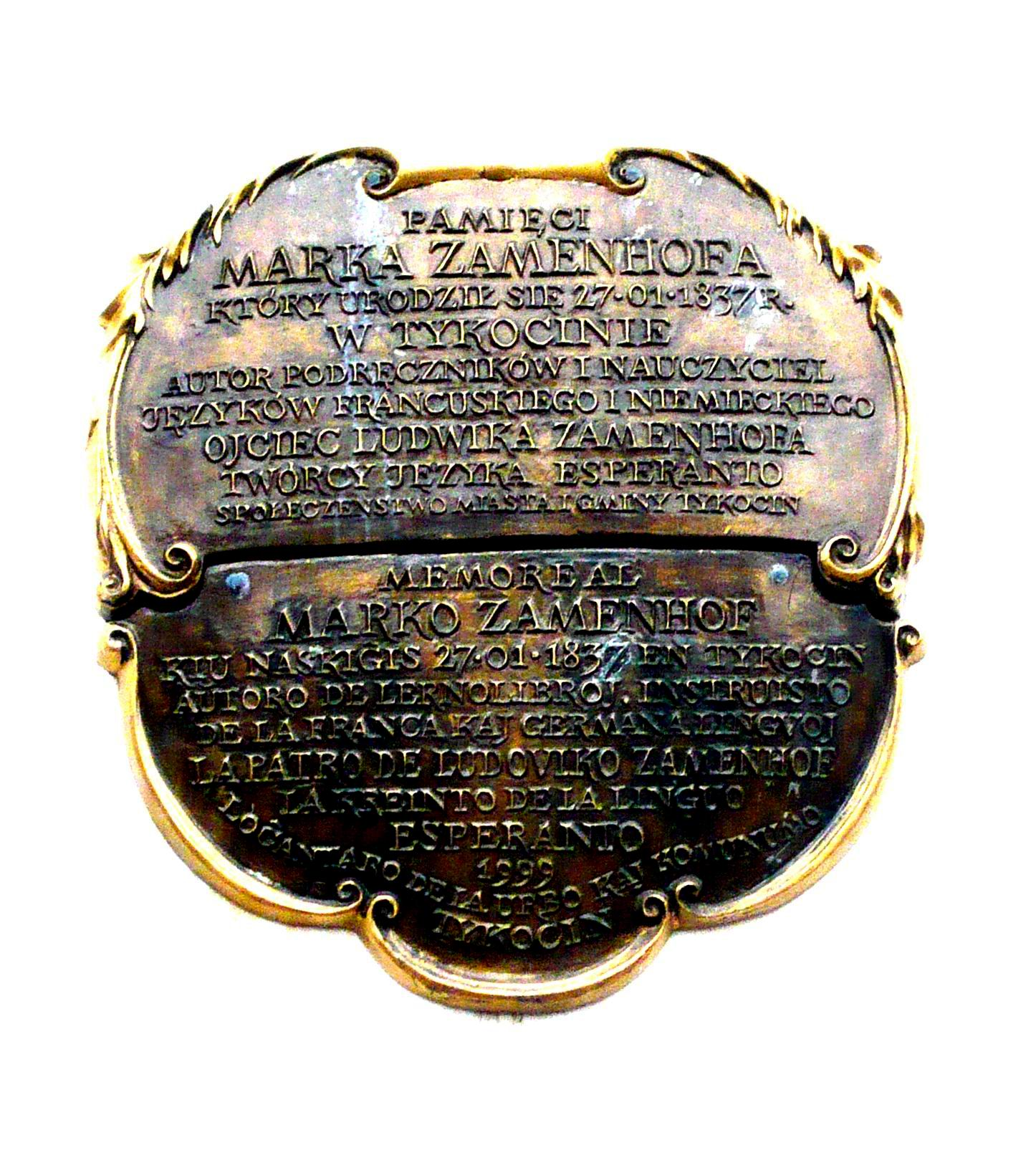
Tablica w Tykocinie zawierająca błędną informację o jego miejscu urodzenia

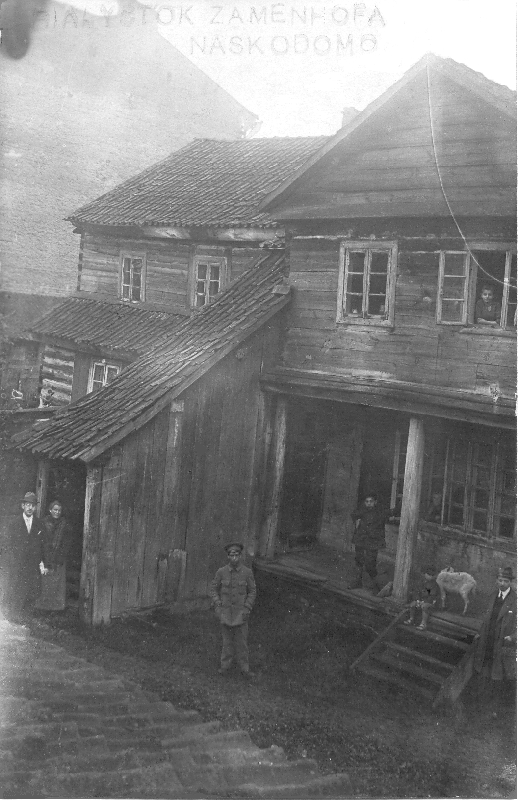
Oficyna domu przy ul. Zielonej (dziś Zamenhofa) w Białymstoku, w którym na piętrze mieszkał Markus Zamenhof z rodziną

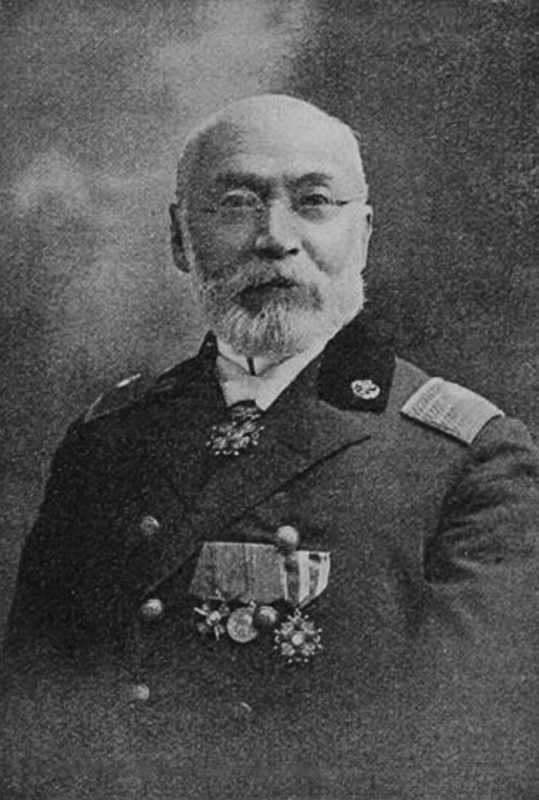
Marek Zamenhof, 1898 r.

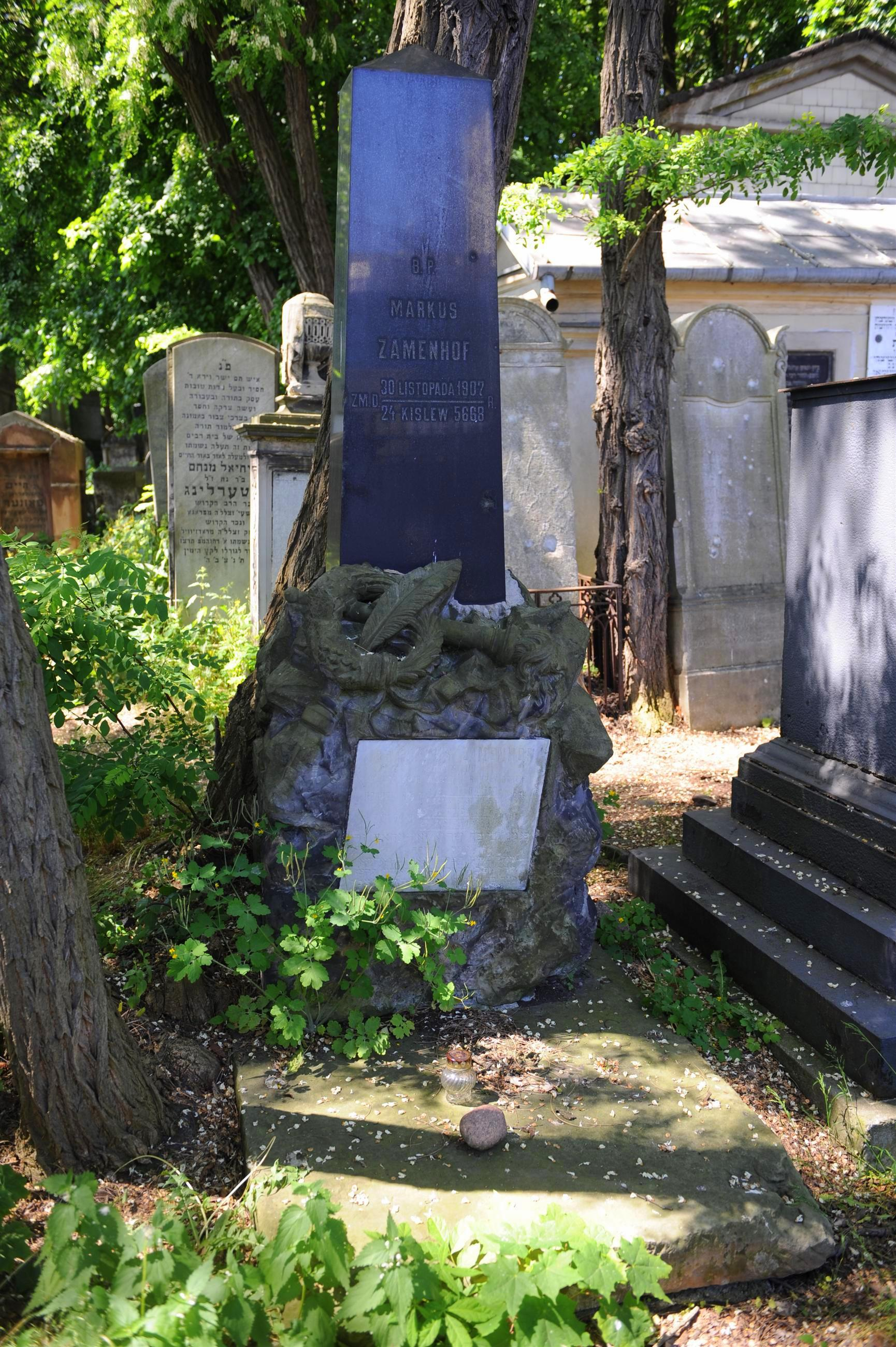
Grób Markusa Zamenhofa na cmentarzu żydowskim przy ulicy Okopowej w Warszawie

Markus Zamenhof urodził się w Suwałkach, w silnie zruszczonej rodzinie żydowskiej jako syn drobnego handlarza Fajby Wolfowicza i Rajny Percowny. Miał brata Józefa Wolfa oraz trzy młodsze siostry: Paulinę (Pesię) Schwartzenberg, Rebekę (Ryfkę) Friedmann i Perlę Flamberg.
W połowie XIX w. rodzina Zamenhofów przeprowadziła się do Tykocina. Było to między 1843 r., kiedy w Suwałkach urodziła się siostra Perla, a 1853 r., kiedy w Tykocinie za mąż wyszła Paulina.
W 1858 roku pojął za żonę osiemnastoletnią Rozalię Sofer. Wesele odbyło się w Białymstoku, a rok później urodził się ich pierworodny syn – Lejzer (Ludwik). Później urodziło im się kolejne dziesięcioro dzieci: Fejgla, Gitla, Sora Dwora, Feliks, Hersz, Henryk, Mina, Leon, Aleksander i Ida.
Zamenhof uczył się w domu. W 1858 r. zdał przed w grodzieńską gubernialną komisją nauczycielską egzamin uprawniający do zawodu nauczyciela w państwowych szkołach żydowskich (казённые еврейские училища). Po przeprowadzce z Tykocina do Białegostoku Markus Zamenhof podjął pracę jako prywatny nauczyciel dzieci rodziny Zabłudowskich. W 1864 r. otworzył prywatną szkołę dla dziewcząt żydowskich, do której w 1866 r. uczęszczało 80 uczennic, w tym 18 bezpłatnie. Szkoła ta konkurowała ze wcześniej założoną szkołą Kagana i Płońskiego, a dzięki prośbie żydowskich kuratorów obie placówki otrzymywały coroczną dotację w wysokości 300 rubli. 3 kwietnia 1866 r. Zamenhof zaczął pracę jako nauczyciel języka rosyjskiego i arytmetyki w II białostockiej szkole żydowskiej. W tej szkole państwowej pracował do 5 listopada 1873 r. Nie jest prawdą powtarzana w wielu źródłach informacja, jakoby był on nauczycielem białostockiego gimnazjum realnego, ani że uczył tam języków obcych i geografii.
W połowie XIX wieku należał do inicjatorów przebudowy synagogi Chóralnej w duchu reformatorskim.
Latem 1874 roku rodzina Zamenhofów przeniosła się do Warszawy, gdzie zamieszkała w wynajętym mieszkaniu przy ulicy Nowolipie 28, a następnie przy ulicy Muranowskiej 40. Markus Zamenhof podjął tu pracę nauczyciela w Instytucie Weterynaryjnym i Gimnazjum Realnym, gdzie był wykładowcą języka francuskiego i niemieckiego. Dorabiał także korepetycjami oraz urządzoną stancją dla uczniów. Jednak mimo tego sytuacja materialna rodziny nie była najlepsza. W związku z tym Zamenhof podjął się pracy cenzorskiej. Kiedy w 1892 roku zmarła jego żona, pogrążony w żałobie przeoczył w jednym z numerów gazety Berliner Tageblatt anons mówiący o alkoholowych spelunkach, których częstym gościem miał być car Aleksander III. Na Zamenhofa nałożono karę 5 tysięcy rubli, która jeszcze bardziej pogrążyła finansowo jego rodzinę.
Markus Zamenhof zmarł w Warszawie. Został pochowany na cmentarzu żydowskim przy ulicy Okopowej (kwatera 1).

### Twórczość
21 lutego 1864 r. Markus Zamenhof poprosił Ministerstwo Oświecenia o wsparcie finansowe na wydanie podręcznika języka niemieckiego, którego był autorem. Prośba została odrzucona z powodu zbyt dużej liczby już istniejących podręczników, ale po kilku latach w Warszawie Zamenhofowi udało się wydać dwa podręczniki: Kurs przygotowawczy geografii powszechnej dla szkół podstawowych (1869) oraz Podręcznik języka niemieckiego dla młodzieży rosyjskiej (1871), po którym wydał jeszcze dwa podręczniki tego języka. Kurs przygotowawczy... był największym sukcesem autorskim Markusa Zamenhofa, a książka wydawana była co najmniej 15 razy. Ponadto był on autorem książki Frazeologja czyli porównawczy zbiór przysłów i wyrażeń przysłowiowych w czterech językach: Rosyjskim, Polskim, Francuzkim i Niemieckim (1875), Skróconej historii biblijnej z krótkim katechizmem i Krótkiej popularnej gramatyki niemieckiej, która doczekała się co najmniej 7 wydań (wyd. 5. – 1892 r.). Uzupełnieniem materiałów do nauki niemieckiego była seria książeczek Materiał do ćwiczenia tłumaczeń z języka rosyjskiego na niemiecki i francuski, w których tekstom znanych rosyjskich pisarzy towarzyszył słowniczek w 3 językach.
- Podręcznik języka niemieckiego dla młodzieży rosyjskiej, 1871

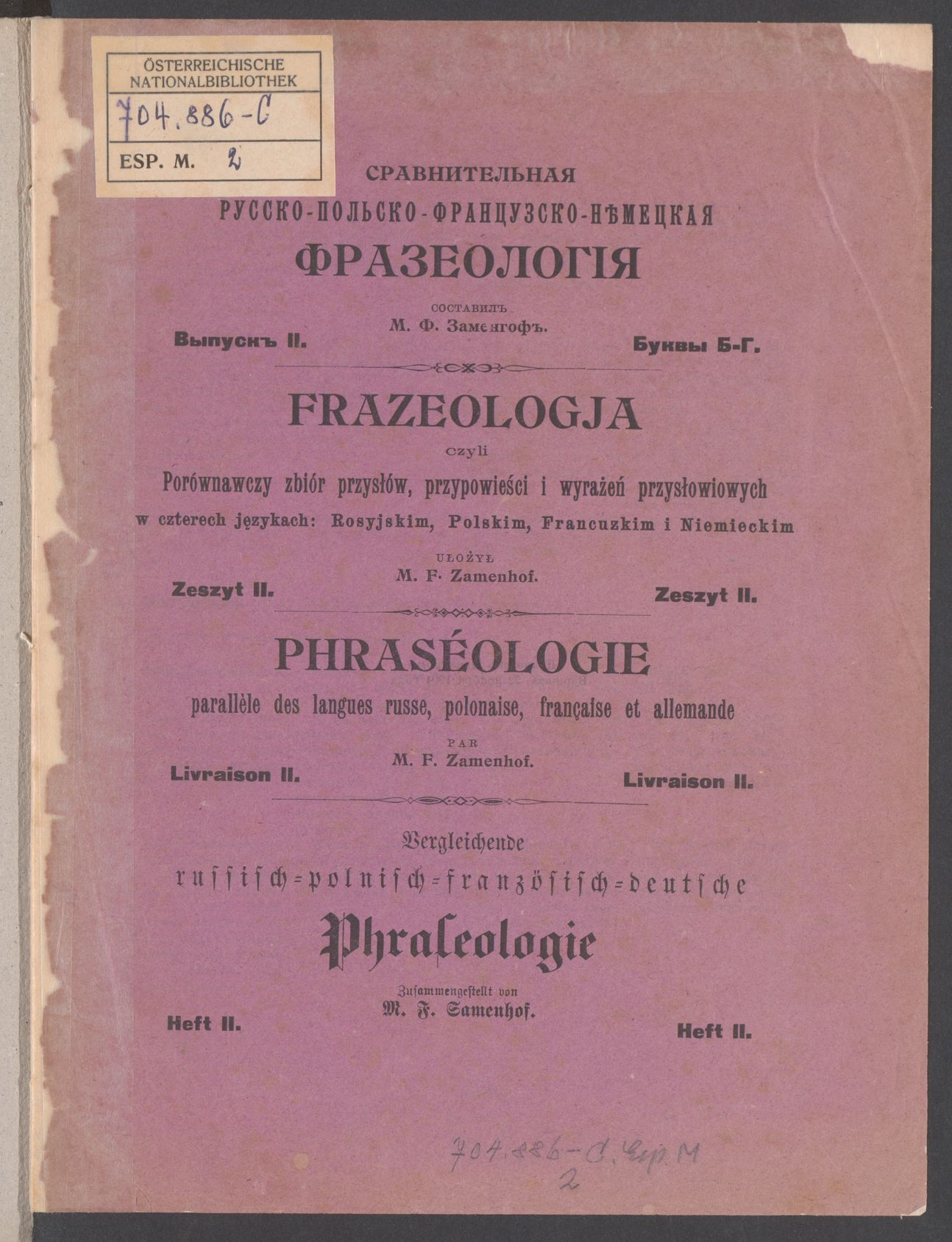
Frazeologja czyli porównawczy zbiór przysłów i wyrażeń przysłowiowych w czterech językach: Rosyjskim, Polskim, Francuzkim i Niemieckim
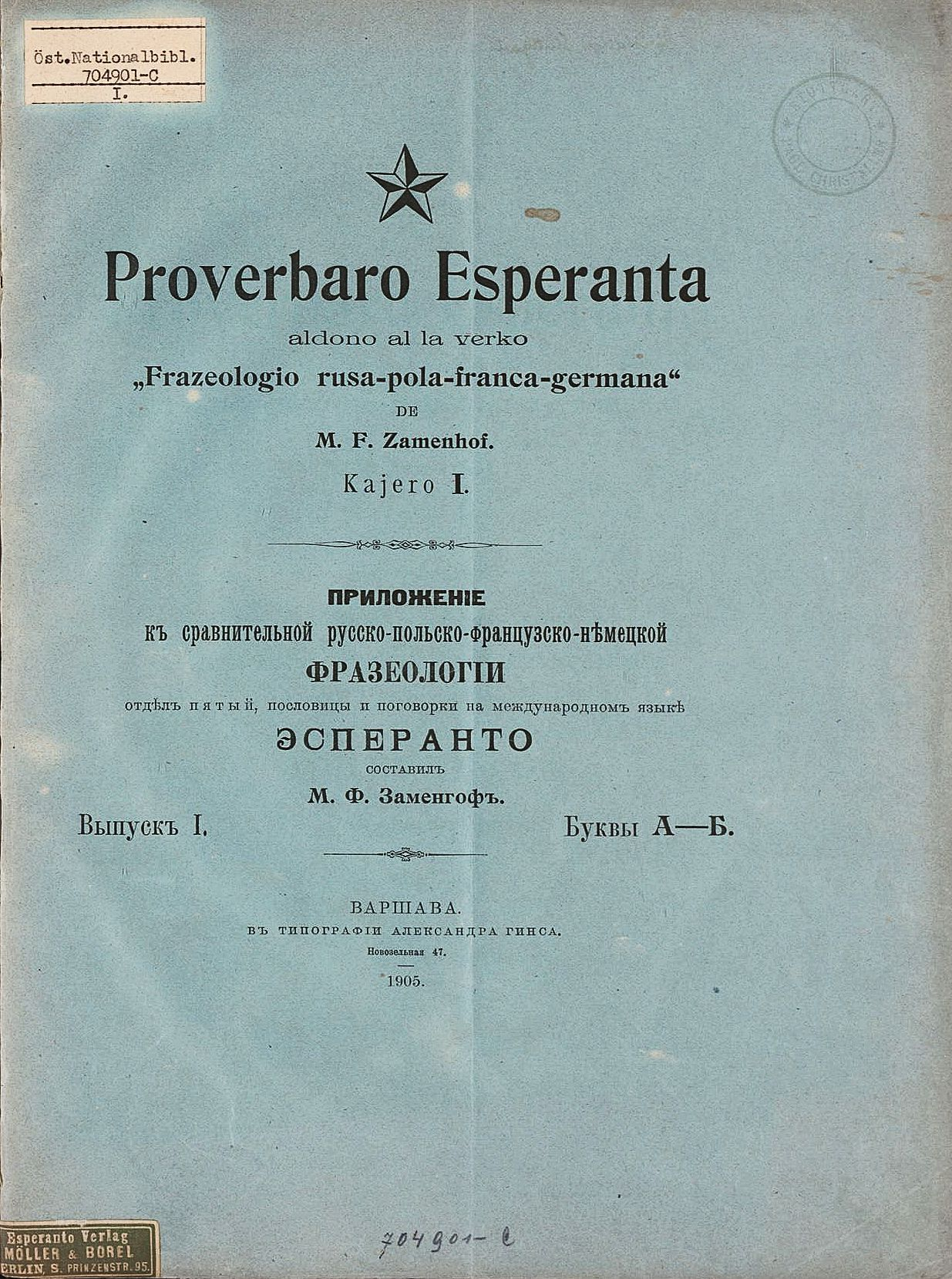
Proverbaro Esperanta (Przysłowia esperanckie, dodatek do Frazeologii..., 1905 r.)

### Stosunek do esperanta
Markus Zamenhof przez wiele lat był przeciwny zamiłowaniom i planom syna do stworzenia sztucznego języka. Uważał, że to czym zajmuje się Ludwik nie zagwarantuje mu w przyszłości środków do życia.
Kiedy Ludwik wyjechał na studia medyczne do Moskwy, zniszczył wszystkie jego notatki. Po powrocie syna zakupił mu podręcznik z zasadami volapüku sądząc, że w ten sposób skutecznie odwiedzie go od tworzenia języka międzynarodowego. Negatywny stosunek Markusa Zamenhofa do poczynań syna uległ zmianie, gdy język esperanto został oficjalnie opublikowany w 1887 roku.